# Fresco de la taurocatapsia
El denominado fresco de la taurocatapsia es un conjunto de diversos paneles de estuco, situados inicialmente en la planta superior del muro oriental del palacio de Cnosos en Creta (Grecia). A pesar de tratarse de frescos, fueron pintados en seco a modo de relieve en estuco, y por lo tanto se consideran como artes plásticas. Su realización tuvo que suponer una dificultad técnica para el artista, debido a la altura a la que se situaba el panel y al modelado y pintado simultáneos del estuco fresco. 
El tema representado en uno de los paneles es una escena de taurocatapsia (del griego ταυροκαθάψια) una de las pocas en las que se muestra el salto de los toros. Un personaje pasa por encima de un toro, situado en el centro de la imagen, mientras que dos acróbatas se posicionan delante y detrás del animal. Arthur Evans, descubridor del panel, director de la excavación del palacio de Cnosos y conservador del museo Ashmolean que alberga su legado, describió la pintura en el capítulo III de su extensa obra dedicada a Cnosos y a la civilización minoica, donde denominó al conjunto Los frescos de la taurocatapsia.
El fresco se encontró en el lado este del palacio de Cnosos, junto a otros fragmentos que representaban diversas etapas del mismo deporte. Fue totalmente restaurado y actualmente se encuentra expuesto en el Museo Arqueológico de Heraclión.

## Descubrimiento y datación

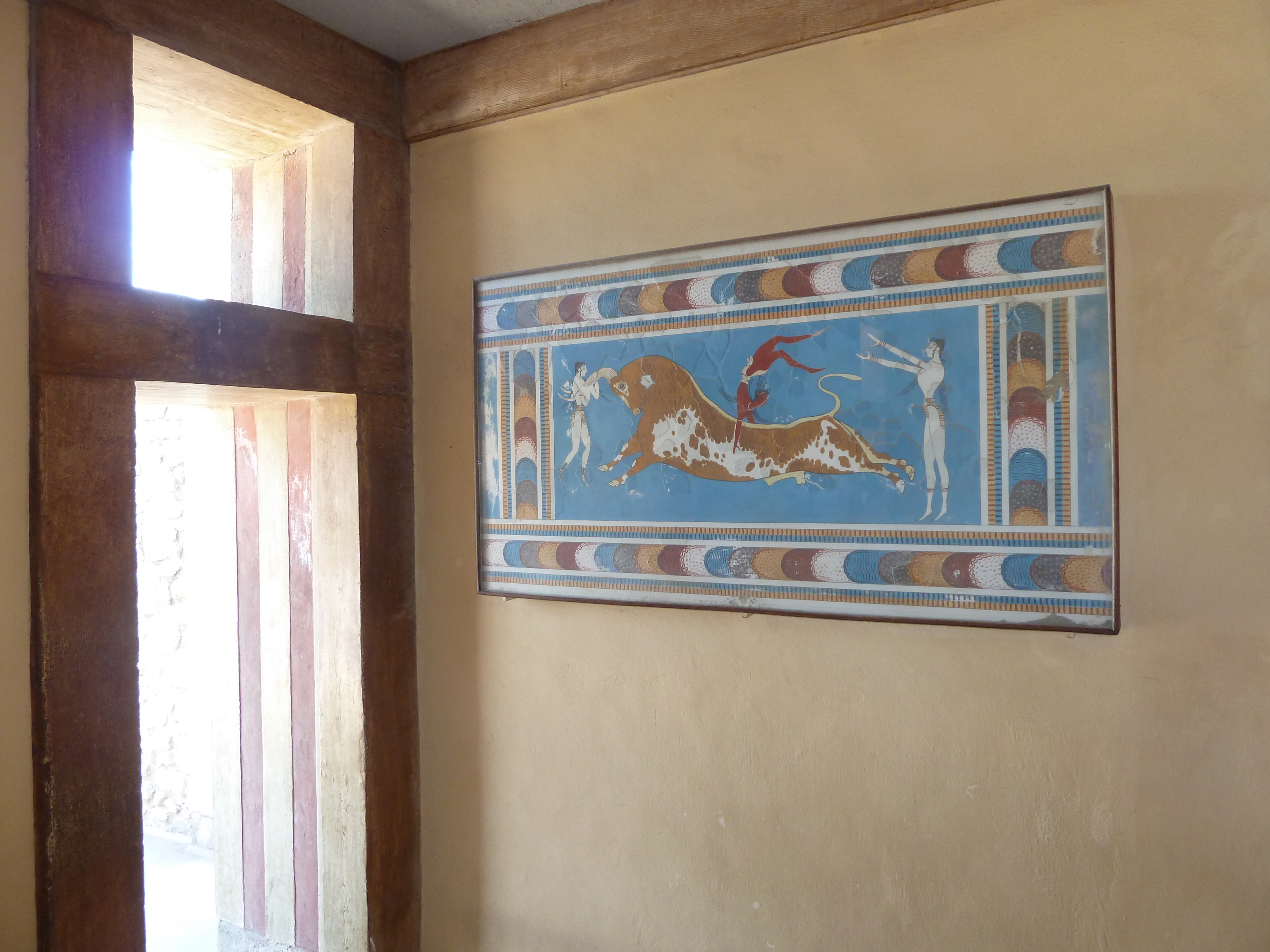
Reproducción del fresco de la taurocatapsia situado en el muro de la sala del trono del palacio de Cnosos.

El fresco fue descubierto por Arthur Evans entre 1900 y 1904 bajo un muro en el lado este del palacio de Cnosos, junto a un patio interior. Se cree que los fragmentos habrían caído desde una planta superior y se habrían compactado durante la destrucción del palacio, ocurrida aproximadamente en 1375 a. C. a causa probablemente de un terremoto. Los lienzos cayeron cerca de la caja de escaleras oriental, que en aquella época se encontraba en desuso, quedando esta parcialmente en ruinas.
Se pudieron identificar suficientes fragmentos como para intentar hacer una reconstrucción parcial de un panel, el fresco de la taurocatapsia, actualmente exhibido en el Museo Arqueológico de Heraclión. Otros trozos más dispersos se repartieron entre el museo de Creta y el museo Asmolean en Oxford, donde Evans era conservador. Se supone, por los fragmentos disgregados, que al menos existían dos paneles más, uno con un fondo azul y otro de color amarillo. Las aparentes similitudes en el tema y la decoración sugieren que en origen estaban dispuestos uno al lado del otro en una banda formando un friso, quizás alternando los fondos amarillo y azul.
La datación del fresco de la taurocatapsia se estableció en un arco temporal comprendido entre el periodo minoico medio III y el minoico reciente B (siglo XVII a. C. al siglo XV a. C.), aunque otras opiniones lo sitúan en una época posterior, en el 1425 a. C. o bien el periodo monopalacial. La técnica empleada en su realización no se corresponde con las etapas de formación de los paneles. Según la cronología minoica, las tonalidades polícromas (blanco, rojo claro, rojo oscuro, azul y negro) que poseen los paneles descartan que pertenezcan a los periodos minoico antiguo o minoico medio temprano. Es decir, se trataría de ejemplos de arte maduro, creado posteriormente al minoico medio III.

## Descripción

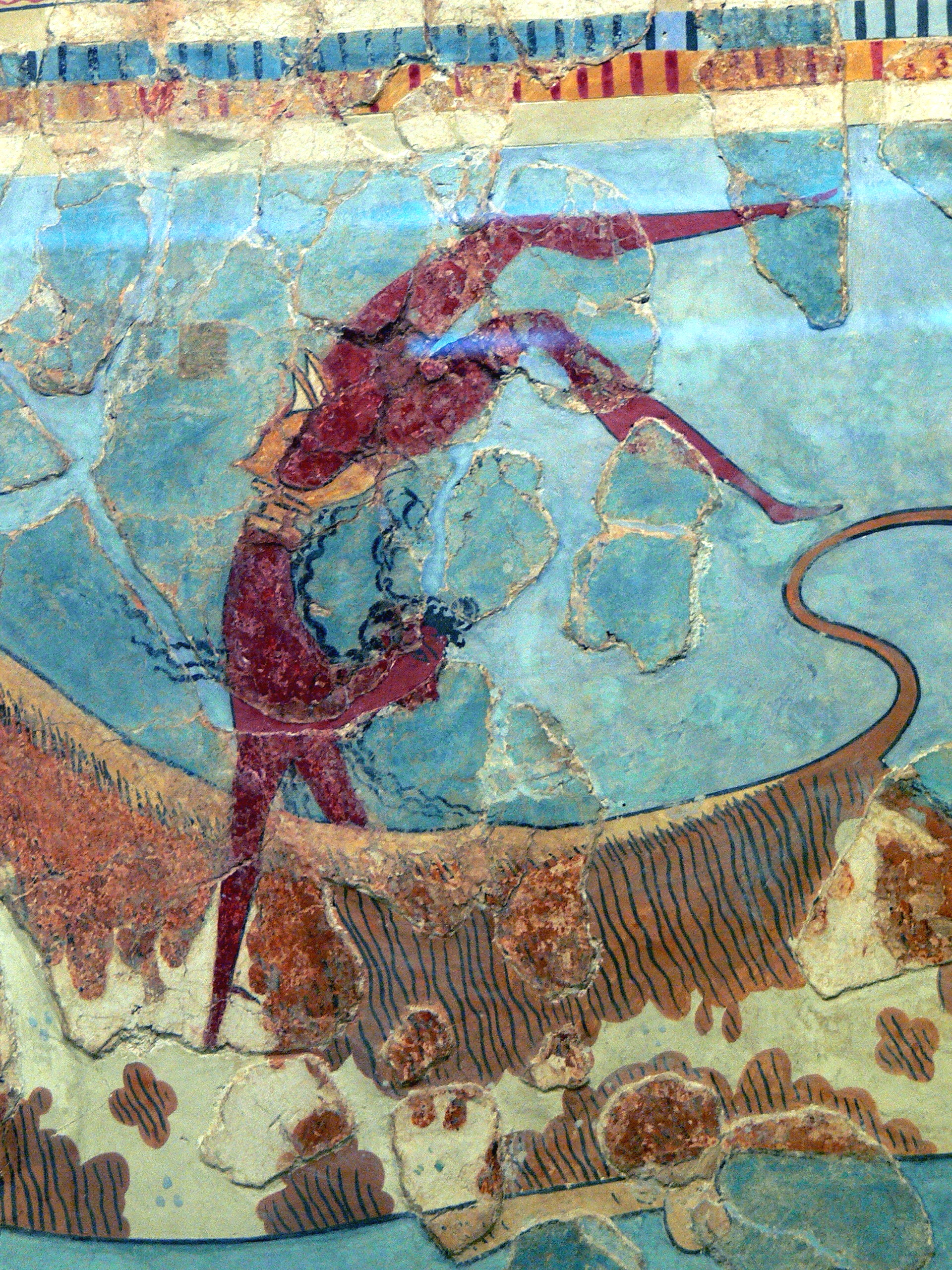
Detalle de la figura central del fresco de la taurocatapsia.

El tema principal del fresco es una escena de taurocatapsia o salto del toro, rodeada de motivos lineales abstractos en piedra. Sobre un fondo azul egipcio se sitúa un toro en el centro de la escena, pintado en ocre rojizo, blanco de cal y marrón, u ocre amarillo con carbón. Estos colores podrían haber sido elegidos por su efecto, aunque también es posible que el uso del ocre rojo y otros colores del Neolítico estuviesen relacionados con la idea contemporánea de la muerte. El toro está suspendido en el aire: el artista habría deseado captar de esta forma la agresividad de sus movimientos. A los lados del animal se representa lo que parecen ser dos mujeres de piel clara, una de las cuales sujeta los cuernos y la otra, en el lado opuesto, tiene los brazos levantados, mientras que el hombre, de piel más oscura, se sitúa sobre la espalda del toro. La mujer atleta está sujetando los cuernos para reducir la velocidad del animal y evitar así que el saltador, que está dando una voltereta hacia atrás, sea corneado. La segunda deportista, situada detrás del toro, espera con sus brazos extendidos para atrapar al hombre cuando llegue al suelo. Las posiciones que adoptan revelarían, como en una secuencia cinematográfica, los tres momentos del juego consistente en agarrar el toro por los cuernos, realizar sobre él un doble salto mortal y caer al suelo en posición vertical. La presencia de atletas de ambos sexos atestiguaría además una cultura en la cual, al contrario que en otras cercanas orientales, la mujer comenzaba a disfrutar de un cierto prestigio social.

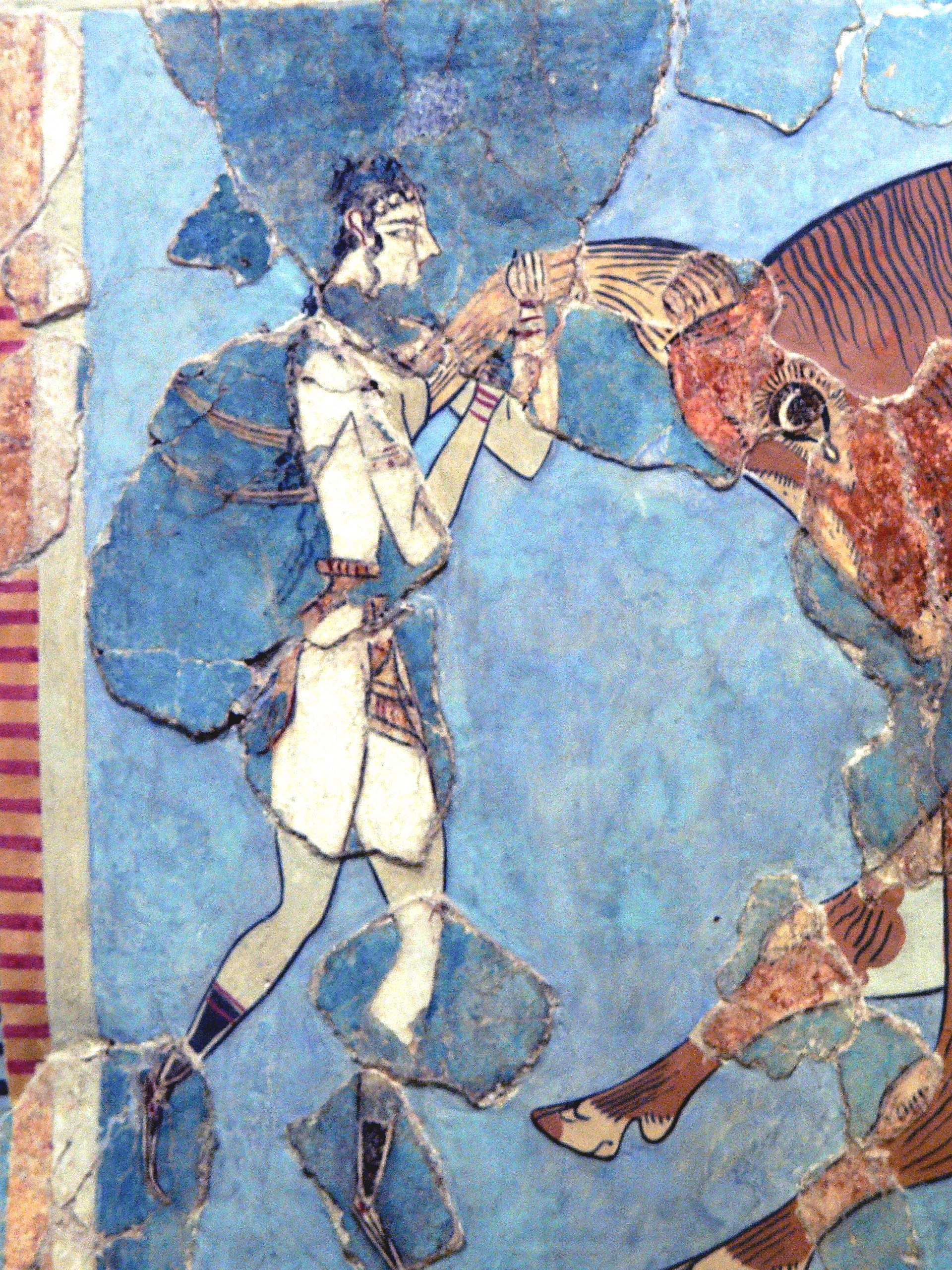
Detalle de la figura de la izquierda del fresco de la taurocatapsia.

Según esta hipótesis, ambos sexos vestirían la misma ropa porque una vestimenta más compleja se habría podido enredar entre los cuernos del toro. Se distinguirían por las diferencias anatómicas y el color de la piel, siendo la del hombre rojo ocre y la de las mujeres blanca, como en las Cícladas y en los frescos micénicos. El movimiento del personaje central es dinámico, las orejas de las figuras están totalmente definidas y los ojos del toro y de los humanos son similares a los de un pájaro, como en la mayor parte del arte de la Edad de bronce.
Otra teoría apuntada por los arqueólogos indicaría que los colores distintos de la piel de los atletas no responderían a su sexo sino a las distintas etapas del salto. Así, la figura más clara de la izquierda que sujeta los cuernos se estaría preparando para comenzar su salto sobre el toro al galope, acción representada con la piel más oscura. El final del salto y la postura estática se mostraría en la figura de la derecha con el tono de piel más claro. Esta serie correspondería a tres fases de un único deportista, que tendría unas capacidades atléticas excepcionales.
El conjunto es bidimensional, excepto las profundas líneas del pecho, piernas y muslos de las figuras de los extremos, que reflejan el intento artístico de dotar de volumen y profundidad, un hecho excepcional en este periodo. Los mismos colores vivos de la obra se pueden observar en las pilastras de varios palacios cretenses de Cnosos, pertenecientes al mismo periodo. 
El fresco puede relacionarse con diversos elementos visibles en otras formas de arte, como un ritón de piedra esteatita con la cabeza de un toro, datado del 1600 a. C. y que se expone en el Museo Arqueológico de Heraclión.

## El salto del toro en la tradición mediterránea

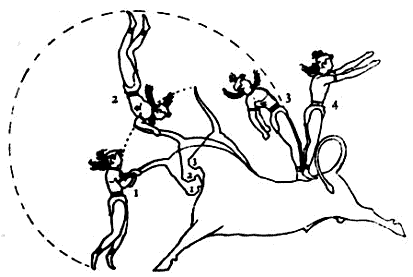
Esquema de un salto acrobático que muestra la secuencia de movimientos. Arthur Evans, The Palace of Minos, p. 223, fig. 156.

Arthur Evans relacionó las representaciones del toro y su doma con una larga tradición reproducida en numerosos ejemplos del arte, no solo en Cnosos y otros lugares de Creta, sino también en la zona del Egeo y en el interior de Grecia, con unos orígenes aún más antiguos en Egipto y el Oriente Medio. En Cnosos observó una distinción existente entre las «escenas de lucha con toros» o «proezas de ganaderos al aire libre» y los «deportes circenses». Las escenas de ganaderos mostraban el arte de retener y dominar al ganado salvaje, simbolizado con animales muy similares a los uros, a partir de los cuales se domesticaron las manadas. Este tipo de escena con reses aparece en el fresco a base de estuco de la entrada norte del palacio.
Por el contrario, los deportes circenses contrastaban con la captura de los toros. Constituían «una forma más organizada estructuralmente y ceremonial del deporte, confinado en su propia naturaleza a un orden concebido especialmente». Evans resumió la ceremonia del salto en cuatro fases claramente definidas: la aproximación del saltador, el agarre del toro por los cuernos, el salto por encima de la espalda del animal y el descenso al suelo. Continuando con su conjetura, afirmaba que «el propio coso del palacio se extendía en un llano del río inmediatamente inferior». Los frescos de la taurocatapsia no serían por tanto representaciones de acontecimientos reales en un tiempo real, sino motivos decorativos en el muro sobre un ruedo ceremonial. Mostrarían una escena de ganadería convencional, que se habría acordado en denominar «taurocatapsia» pero que aún carecía de una definición viable. Aunque la escena recuerde vagamente el acto del salto de los toros, la técnica y las razones para hacerlo todavía permanecen desconocidas un siglo después del descubrimiento de los frescos, que no han ofrecido ninguna aclaración sobre estos puntos.

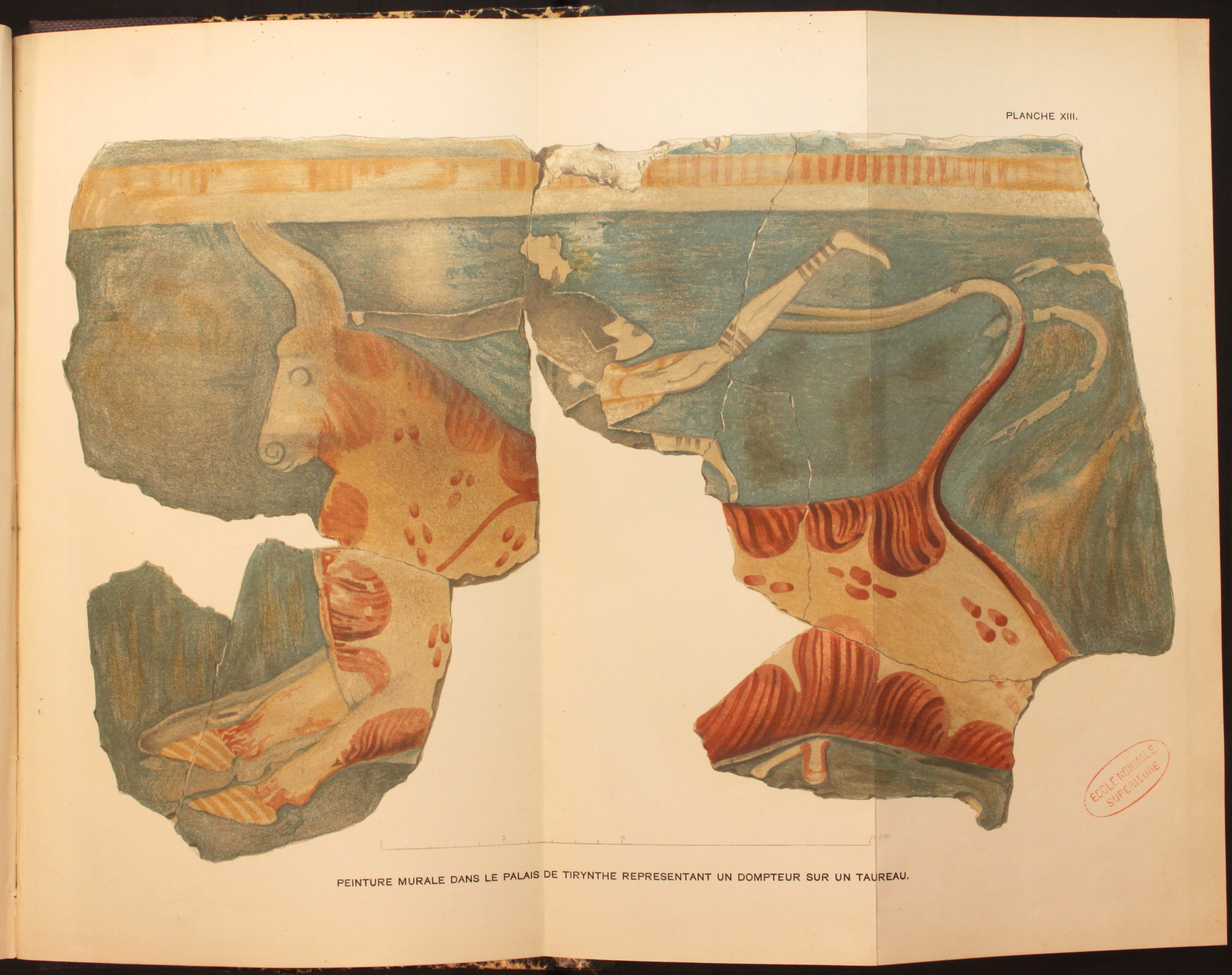
Pintura mural del palacio de Tirinto que representa a un domador sobre un toro.

Evans observó la persistencia de los deportes relacionados con el toro en la época clásica, por ejemplo en la taurocatapsia de Tesalia. La palabra significa «apoderarse del toro», término que en la actualidad se emplea para designar el fresco, aunque Evans no lo utilizó en ese sentido, puesto que la taurocatapsia de Tesalia se representaba a lomos de caballos. Otro fresco 
en Tirinto muestra a un joven sobre la espalda de un toro sujetando sus cuernos, una actividad similar al rodeo de novillos. En esta práctica, el animal al principio es acosado en el ruedo hasta agotarlo. Después se aproxima un jinete a su lado, salta sobre su espalda, sujeta sus cuernos y gira la cabeza cayendo hacia un lado, abatiéndolo tras fatigarlo. Algunas monedas macedonias representan a Artemis Tauropolos (Artemisa amazona de toros) montada sobre un toro de carga. Asimismo, Mileto celebraba el Boegia o rodeo que suponía una competición de lucha contra el toro.
Los indicios arqueológicos han descubierto recientemente que el tipo de toro utilizado por los antiguos saltadores minoicos era una especie gigante de uro, actualmente extinguido en Europa. Tenía una altura de lomo de más de 180 centímetros y una pezuña de tamaño similar a una cabeza humana.

## Significado de la taurocatapsia

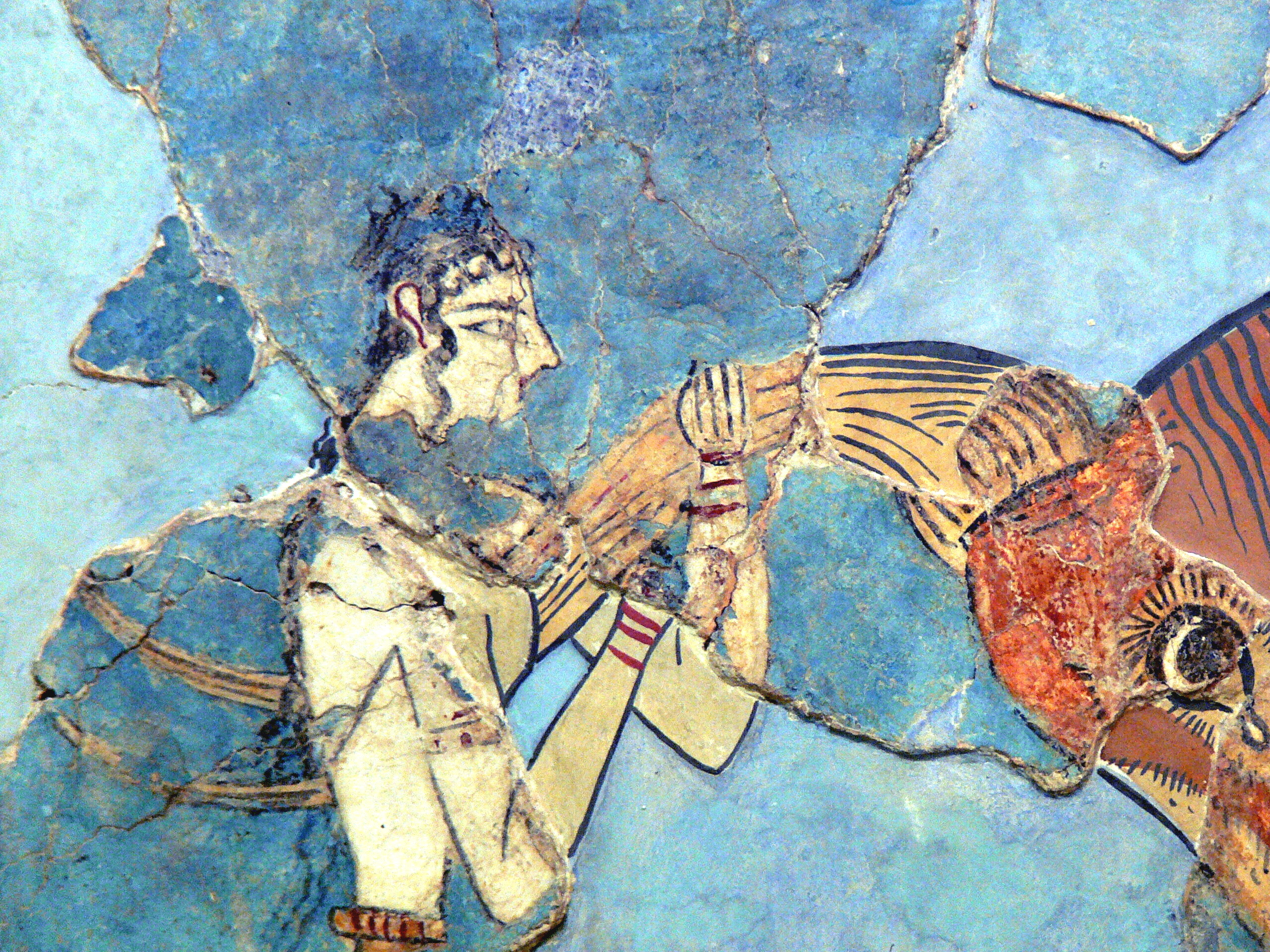
Detalle que representa una posible reconstrucción del fresco mostrando la sujeción empleada por los saltadores de toros.

Los intentos recientes de los vaqueros de ganado modernos de recrear el salto han dado como único resultado numerosas muertes. En esencia, el toro es demasiado rápido, potente y agresivo para permitir ser sujetado por los cuernos, y mucho menos el empleo de la fuerza de la sacudida del cuello del animal para hacer acrobacias. Además, este lanzamiento es un gancho hacia un lado, no un impulso limpio hacia atrás. El toro trata de atravesar al humano con un cuerno, una reacción distinta a la que se representa en los frescos. Es posible saltar por encima de toros pequeños sin llegar a tocarlos, incluso cuando embisten, como puede comprobarse en los espectáculos que todavía se celebran en España y Francia. Un toro inmóvil puede empujarse o ser desplazado de su trayectoria, pero apartar un toro en movimiento tendría el mismo efecto que un golpe lateral con un vehículo a toda velocidad, es decir, una caída descontrolada.
A pesar de ello, los frescos de la taurocatapsia no son un fraude o una reconstrucción incorrecta. La misma escena del salto del toro aparece en miniaturas de sellos de piedra de los periodos del minoico medio y reciente, así como en numerosos anillos de oro conmemorativos. La explicación dada a las figuras representadas es estrictamente teórica, nunca corroborada con ejemplos de la vida real. La única apreciación verdadera es que el saltador pasa por encima del toro desde una posición inversa, bien sea bajando desde arriba o brincando desde abajo, con o sin la ayuda de otro humano o de un mecanismo como una pértiga. El motivo por el que se hacía es asimismo teórico, aunque las razones podrían ser similares a las de los adolescentes en la actualidad: la búsqueda del riesgo y de una posición social entre sus semejantes. Muy probablemente debió de haber sido una actividad voluntaria con una recompensa social.

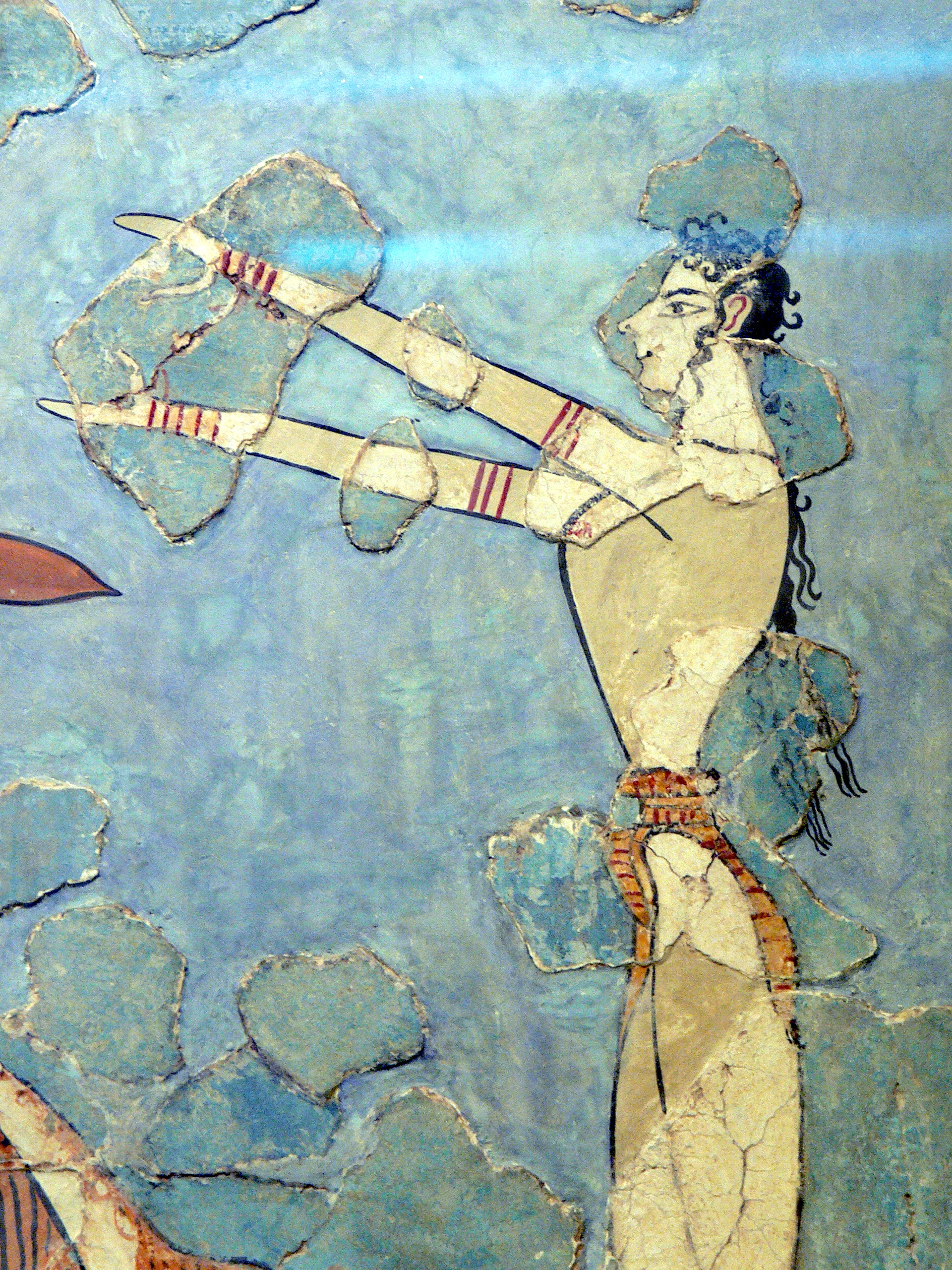
Detalle de la figura de la derecha del fresco de la taurocatapsia. Si se considera una continuación del movimiento de la figura central, debería estar mirando de espaldas al toro.

El problema del fresco de la taurocatapsia es su secuencia lógica. Se representan tres individuos: supuestamente dos mujeres, una en la parte delantera y otra en la trasera, y un hombre haciendo equilibrios sobre el toro. El género de los participantes se identificaría teóricamente por sus colores. El toro refleja el salto volador micénico, lo cual significa que trata de correr lo más rápido posible. Sin embargo, la mujer situada delante sujeta firmemente sus cuernos. Además, el hombre está en una posición de equilibrio en lugar de dar una voltereta, sujetando los lados del toro con ambas manos. Si hubiera estado cayendo e hubiera usado los cuernos para agarrarse, la doncella no estaría sosteniéndolos. Según esta teoría, no puede entenderse como una secuencia cronológica puesto que los individuos son todos diferentes. Si la figura delantera inmoviliza al toro, no puede estar galopando. En síntesis, el fresco no tiene ninguna explicación como un hecho real, aunque la escena aparece en la mayoría de paneles decorativos de la civilización minoica o micénica, que por otra parte carecen de toda tradición realista en este periodo. Aparentemente, se han superpuesto imágenes inconexas en el espacio y en el tiempo para dar una impresión general de una escena cotidiana a los artistas y sus espectadores de su época, pero no al público actual.
Algunos expertos han sugerido que estas manifestaciones artísticas podrían tener un significado cosmológico. Así, Orión se enfrentaría a Tauro, formado por las Híades y las Pléyades (las siete hermanas), mientras que Perseo saltaría con los dos brazos extendidos sobre la espalda del toro para rescatar a Andrómeda. Aun así, una explicación cosmológica no excluiría una representación ritual, y en realidad no desmiente su existencia, aunque no existe ningún texto escrito que pueda avalar esta teoría.